# Sorgues
Sorgues is een gemeente in het Franse departement Vaucluse (regio Provence-Alpes-Côte d'Azur). De plaats maakt deel uit van de arrondissementen Avignon en Carpentras. Sorgues telde op 1 januari 2022 19.030 inwoners.

## Geschiedenis
De site van Mourre de Sève werd bewoond tussen de 6e en de 2e eeuw v.Chr. door bewoners van de Halstattcultuur. In de Romeinse tijd was er op het grondgebied van de gemeente een halteplaats op de Via Agrippa, tussen Avignon en Orange.
In 1063 werd er een stenen brug over de Ouvèze gebouwd en de graaf van Provence liet een castrum bouwen om deze brug te bewaken. Sorgues werd in de eerste helft van de 12e eeuw een gemeente bestuurd door consuls. Sorgues lag in de Comtat Venaissin, de pauselijke staat die pas in 1791 een deel van Frankrijk werd. In 1317 liet paus Johannes XXII een paleis bouwen op de site van het castrum. Na enkele decennia verhuisden de pausen naar het nieuwere en grotere pausenpaleis in Avignon. Het pausenpaleis in Sorgues werd de zomerresidentie van paus Urbanus V. In 1562 werd dit paleis geplunderd en in brand gestoken door de protestantse troepen van François de Beaumont, baron van Adrets. Het paleis werd heropgebouwd en nog gerestaureerd in 1786, maar na de Franse Revolutie werd het verkocht en afgebroken voor bouwmateriaal.
De stad werd getroffen door een zware overstroming van de Ouvèze in 1570 en door pestuitbraken in 1587, 1641 en 1720. Er waren nieuwe overstromingen in 1840 en 1856.
Op 2 augustus 1944 werd de stad gebombardeerd door de geallieerden. Op 18 augustus slaagden verzetslui erin een Duitse trein te stoppen en de gevangenen te laten ontsnappen.

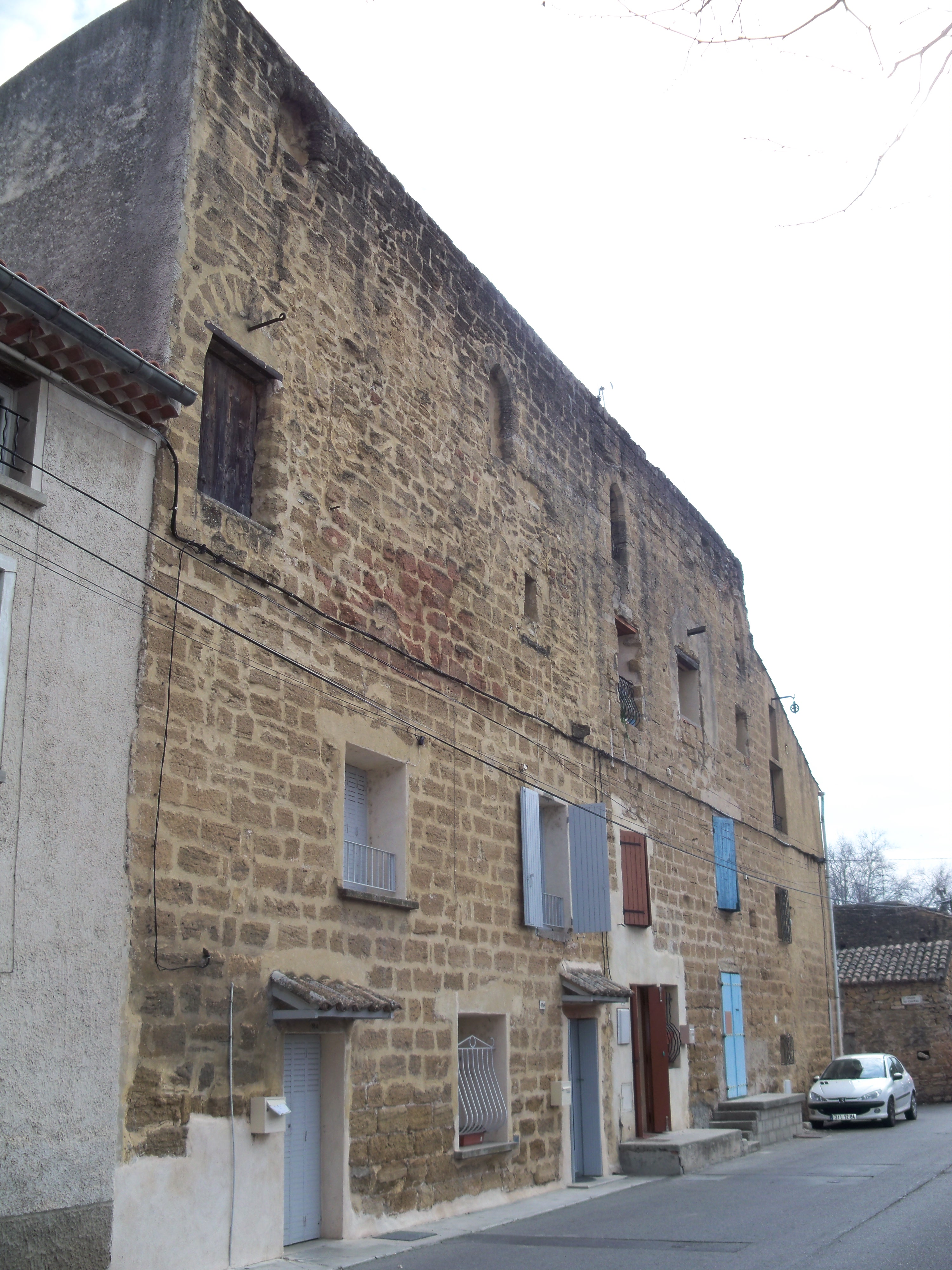
Resten van het pausenpaleis
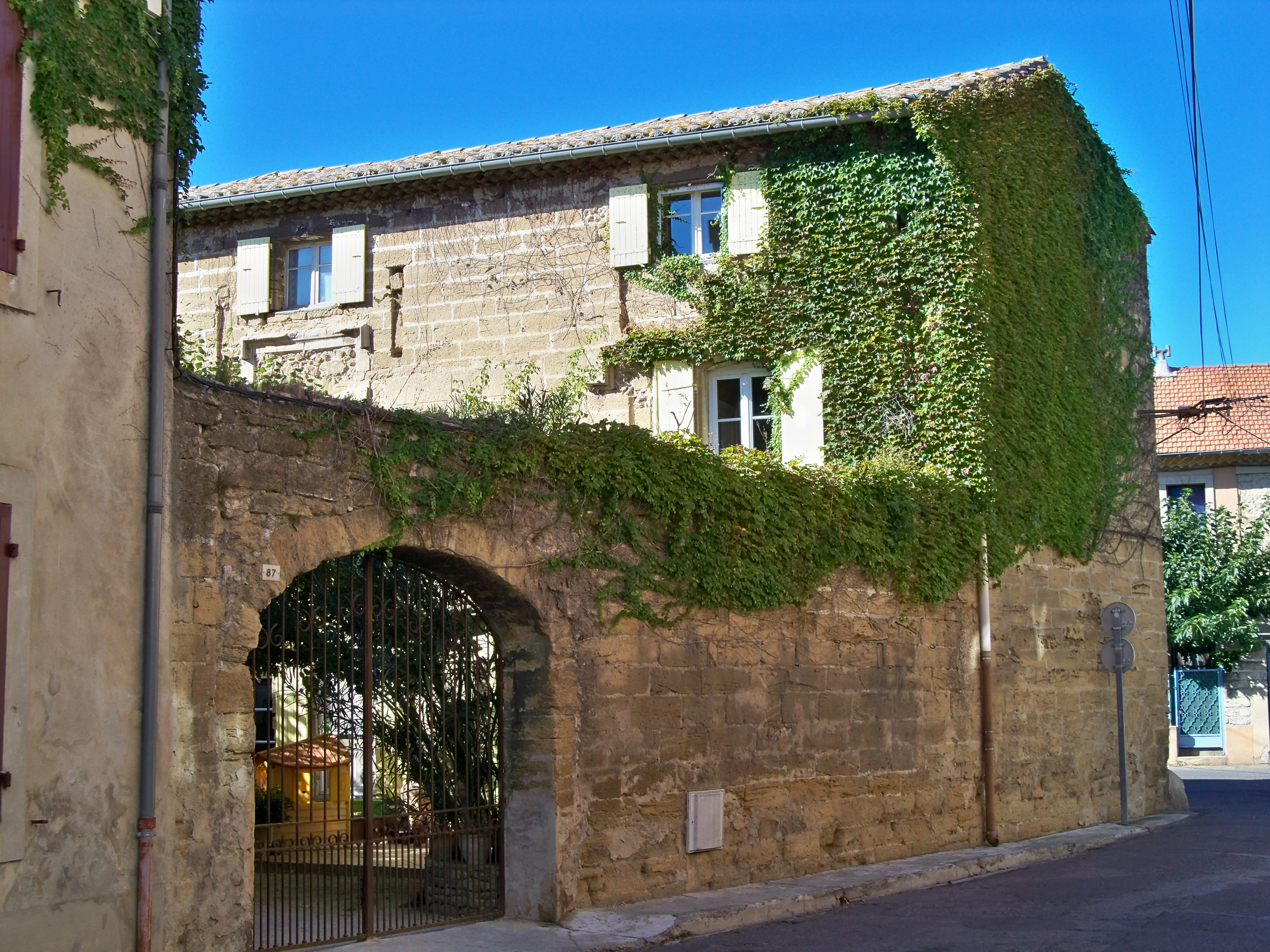
Maison de la Reine Jeanne (14e eeuw)
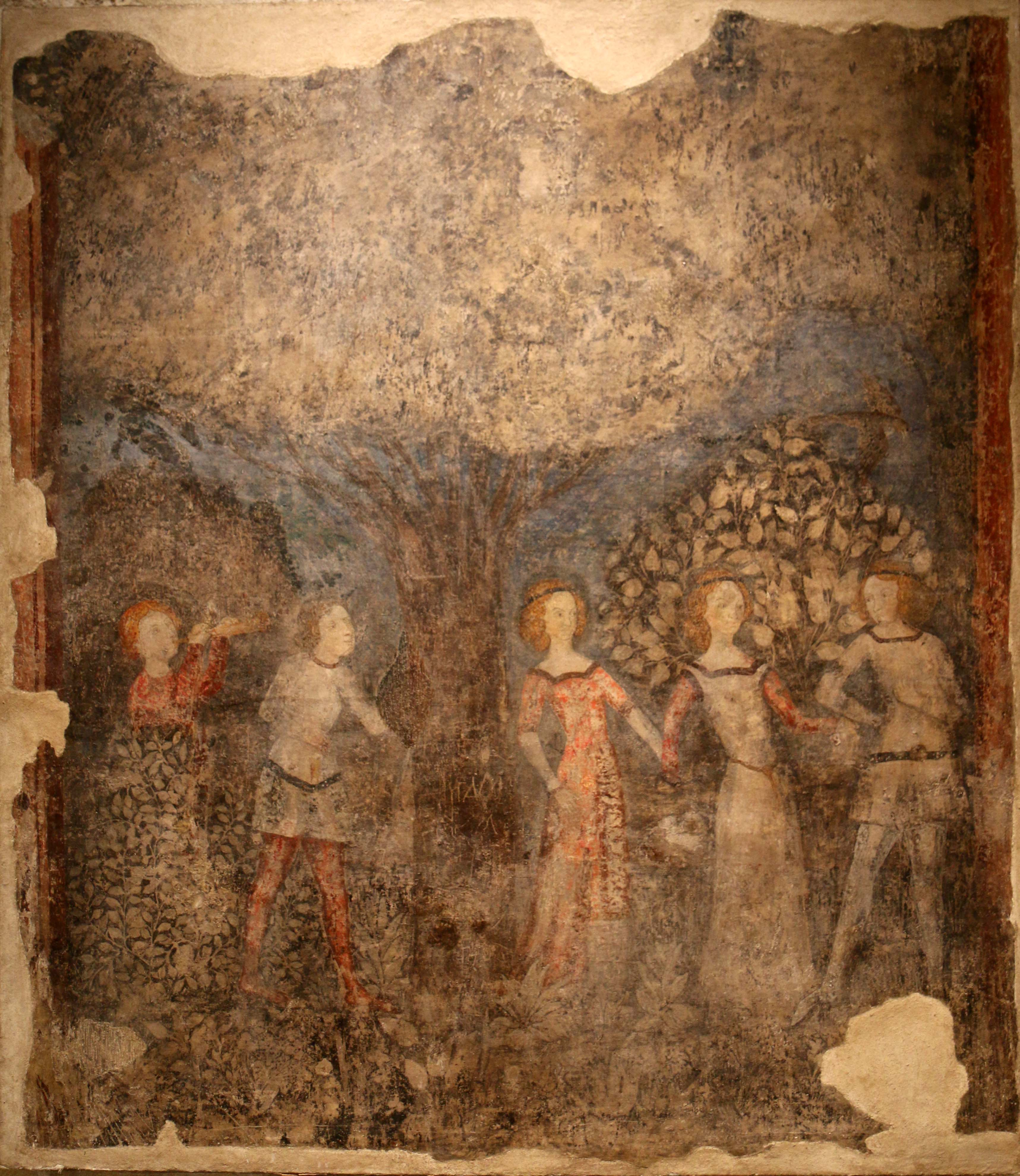
14e-eeuwse muurschildering uit het Maison de la Reine Jeanne (Musée du Petit Palais, Avignon)
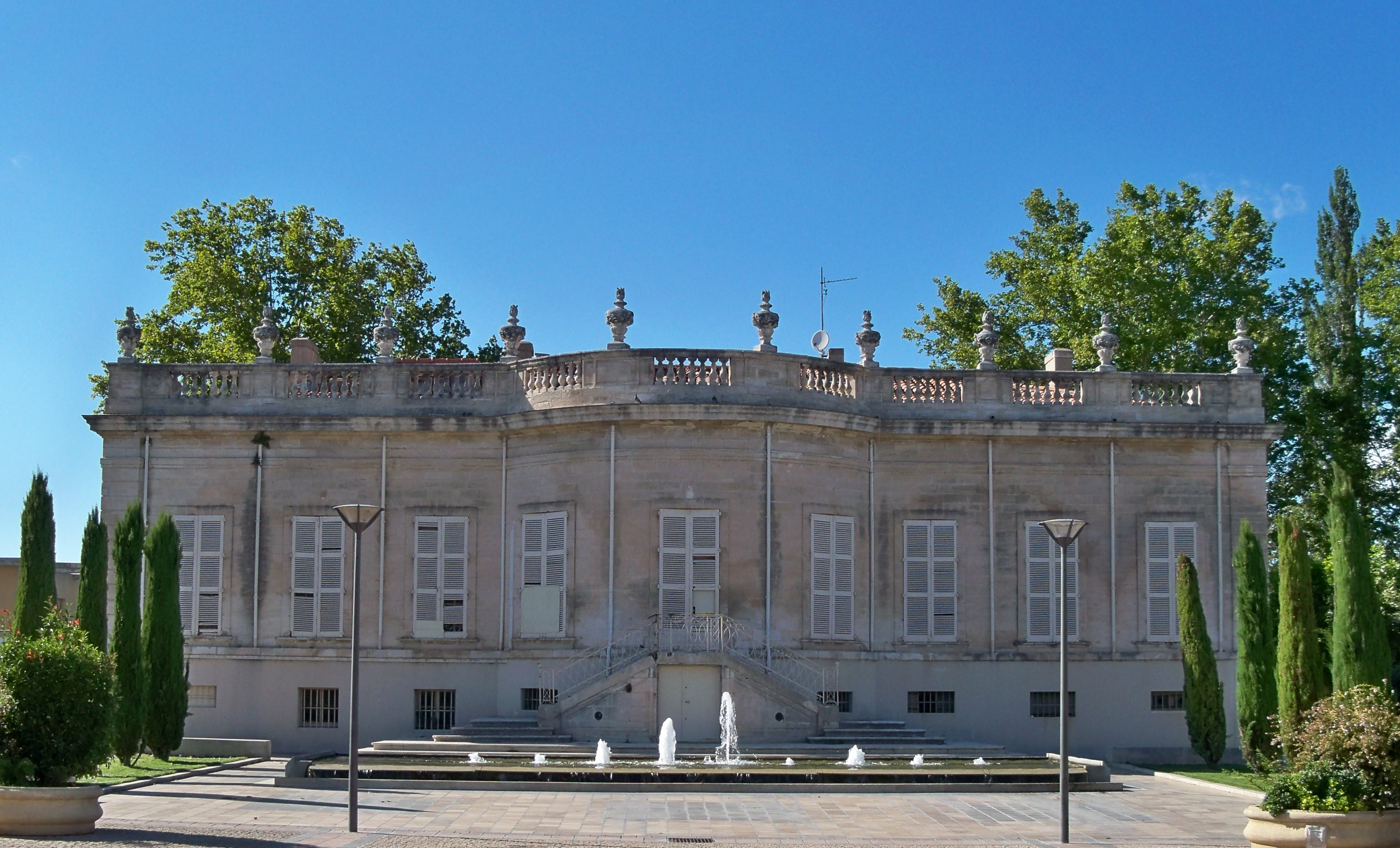
Château Saint-Hubert (18e eeuw)
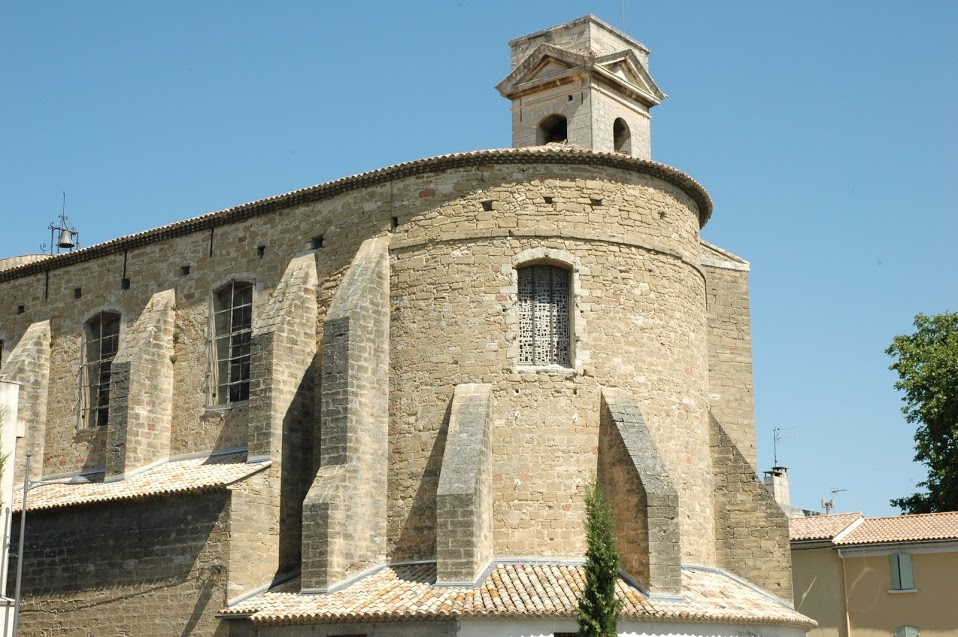
Église Saint-Sauveur (12e eeuw)

## Geografie
De oppervlakte van Sorgues bedroeg op 1 januari 2022 33,4 vierkante kilometer; de bevolkingsdichtheid was toen 569,8 inwoners per km². Door de stad stroomt de Ouvèze en mondt er uit in de Rhône, die de westelijke grens van de gemeente vormt.
De onderstaande kaart toont de ligging van Sorgues met de belangrijkste infrastructuur en aangrenzende gemeenten.

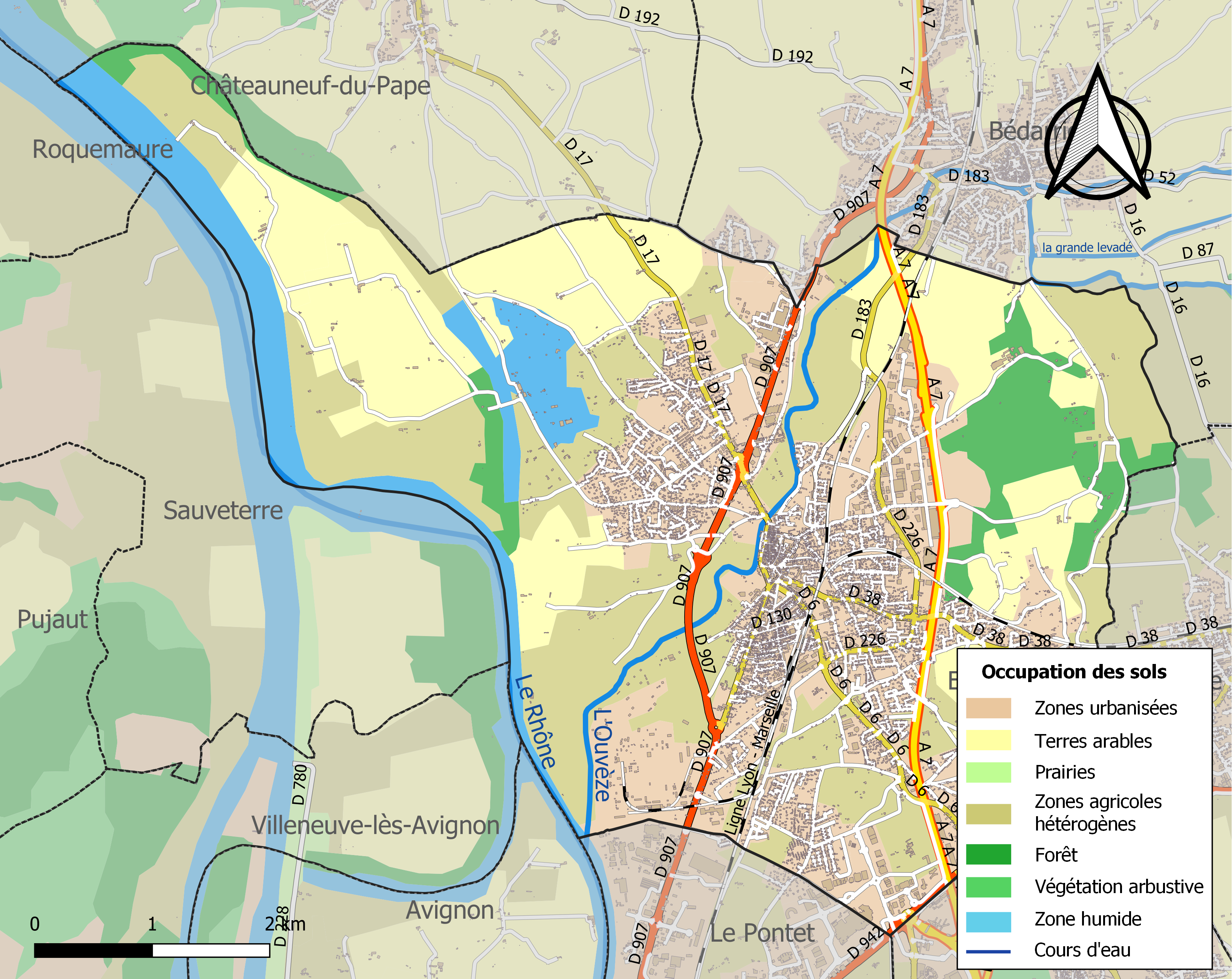

## Demografie
Onderstaande figuur toont het verloop van het inwonertal (bron: INSEE-tellingen).

## Sport
Sorgues was één keer etappeplaats in de wielerkoers Ronde van Frankrijk. Op 7 juli 2021 startte er de etappe naar Malaucène. De etappe met twee passages van de Mont Ventoux werd gewonnen door de Belg Wout van Aert.

## Geboren
- Achille Maureau (1860-1921), politicus
- Paul Pons (1864-1915), worstelaar